# 文化基督徒
文化基督徒（Cultural Christian），意指某人身處基督教文化圈（如歐美），從小在基督教家庭或在教會背景中成長，但缺乏或長大後離開教會及基督教信仰，或不認同原所屬教會及其宗派的立場，或不願加入某一基督教的宗派，但又不願以不信者、無宗教、無神論或不可知論者自居的人。文化基督徒的自身認同可能是由於其家庭背景，個人經歷，以及在他們成長的社會文化環境等。
另外，當代認同基督教文明，但不接受基本信條，亦被稱為文化基督徒。
文化基督徒與名義上的基督徒意思，相似但不等同。名義上的基督徒包括一些教徒會在基督教節日如復活節及聖誕節參與崇拜，但平常不會甚至沒參加教會活動。各派對文化基督徒立場分歧，有些否認其基督徒資格，有些則不去論斷，對於這些初代信徒之後仍以主內弟兄視之，並為其禱告盼其悔改而不去論斷死後救恩的問題。